# Trevor Rees-Jones
Trevor Rees-Jones (Rinteln, Alemania, 3 de marzo de 1968) es un exguardaespaldas británico famoso por ser el único superviviente del accidente automovilístico en el que murió la princesa Diana de Gales. 
Debido a una grave lesión en la cabeza, Rees-Jones no posee ningún recuerdo del accidente. Algunos medios declararon que salvó su vida al ser el único de los cuatro ocupantes del vehículo en llevar puesto el cinturón de seguridad, aunque las investigaciones revelaron que ninguno llevaba puesto el cinturón.

## Biografía

### Primeros años
Rees-Jones nació el 3 de marzo de 1968 en Rinteln, Alemania, siendo el segundo hijo de Colin Rees, cirujano del Ejército Británico, y Gill, enfermera. Tiene un hermano mayor, Gareth, y un hermano menor, John. A los 10 años, Rees-Jones se trasladó con su familia a Oswestry, en la frontera galesa cercana a la casa de la infancia de su padre. Mientras estudiaba en la Fitzalan High School, Trevor se enroló en la Fuerza de Cadetes Combinada.

### Carrera militar y primer matrimonio
En 1987, Rees-Jones se alistó en el 1.º Batallón de Paracaidistas, cumplió servicio en Irlanda del Norte y obtuvo la Medalla de Servicios Generales. El 12 de agosto de 1995 contrajo matrimonio en Oswestry con su primera esposa, Sue Jones, a quien había conocido en la Fitzalan School (ese mismo año empezó a trabajar como agente de seguridad para la familia Al-Fayed).

### Accidente
Tras solicitar el divorcio en junio de 1997, el 31 de agosto Rees-Jones resultó gravemente herido en un accidente automovilístico en París en el que también se vieron involucrados Diana de Gales, el compañero sentimental de la princesa Dodi Al-Fayed, y el jefe de seguridad del Hotel Ritz Henri Paul, quien conducía el coche. Paul y Al-Fayed fueron declarados muertos en el lugar del siniestro, mientras que la princesa de Gales falleció horas después en el Hospital de la Pitié-Salpêtrière, siendo Rees-Jones el único superviviente. Su rostro quedó desfigurado, con numerosos huesos rotos o aplastados, por lo que tuvo que someterse a una reconstrucción facial, empleando el cirujano Luc Chikhani fotografías familiares como guía y alrededor de 150 piezas de titanio para mantener los huesos unidos y devolver su forma original al rostro de Trevor, quien permaneció diez días en coma. En cuestión de un año, la cara de Rees-Jones había vuelto prácticamente a la normalidad.
Una parte de los gastos hospitalarios fue cubierta por el padre de Dodi, Mohamed Al-Fayed, siendo el resto sufragado por el Servicio Nacional de Salud del Reino Unido. Inicialmente se rumoreó que Rees-Jones había perdido la lengua en el accidente, si bien la misma solo sufrió laceraciones, debiendo Trevor someterse a una intervención de diez horas para reconstruir su mandíbula. Tras pasar un mes ingresado, Rees-Jones volvió al Reino Unido el 3 de octubre; para entonces era capaz de comunicarse únicamente escribiendo y mediante susurros. Renunció a su trabajo como guardaespaldas el 19 de mayo de 1998, aunque al parecer Al-Fayed declaró que su puesto seguiría estando disponible en caso de que quisiese regresar.

### Vida posterior
Tras recuperarse de sus lesiones, Trevor se mudó al norte de Shropshire y trabajó por un tiempo en una pequeña tienda de ropa deportiva regentada por su familia en Oswestry. Contrajo segundas nupcias el 15 de febrero de 2003 en Welshpool, Gales, con Ann Scott, profesora en la Belvidere School de Shrewsbury. En 2004, año en que empezó la conocida como Operación Paget, Trevor se encontraba trabajando al parecer como experto de seguridad en Irak.
Con la ayuda de la escritora fantasma Moira Johnston, Rees-Jones publicó un libro en 2000, Bodyguard's Story: Diana, the Crash, and the Sole Survivor, en el cual relata sus experiencias. El libro reconstruye las circunstancias del accidente a partir de la escasa memoria de Trevor así como de los recuerdos de su familia y amigos. Rees-Jones decidió escribir sobre los hechos a causa de las falsas informaciones que circularon sobre el siniestro y debido a las acusaciones de Al-Fayed de que Trevor no había desempeñado correctamente su trabajo.